# Heimweh
Heimweh ist die Sehnsucht in der Fremde, wieder in der Heimat zu sein. Zahlreiche Kunstwerke, Lieder und Bücher aus allen Jahrhunderten berichten vom schmerzenden Gefühl, fernab der Heimat zu sein. Das Wort „Heimweh“ steht im wörtlichen Gegensatz zu Fernweh, der Sehnsucht in die Ferne.

## Begriff
Das Wort „Heimweh“ lässt sich erstmals in der Schweiz nachweisen; das Schweizerische Idiotikon führt als früheste Nennung einen Beleg von 1651 auf. Schon bald wurde es in der ärztlichen Fachliteratur gebraucht, blieb aber zunächst auf die Schweiz beschränkt. Erst in der Zeit der Romantik (19. Jahrhundert) zog der Begriff auch in andere deutschsprachige Länder ein.

## Soziologie
Soziologisch gesehen, richtet sich Heimweh auf verlorene Gemeinschaften, vor allem während der Kindheit. Aber auch im Erwachsenenalter tritt Heimweh auf, wenn der Einzelne sich (‚in der großen Stadt‘, ‚unter lauter Fremden‘ usw.) vereinsamt fühlt, zumal in psychischen Krisen. Der Verlust vertrauter Umgebung wird als sehr schmerzhaft empfunden, der Betroffene sucht eine Besserung durch die Rückkehr in seine als sicher empfundene Heimat.

## Psychologie
Nach der psychologischen Reaktanztheorie (J. W. Brehm, 1966) versucht das Individuum, die Beeinflussung seiner Freiheit abzuwehren, indem es dazu tendiert, die nicht angebotenen oder nicht verfügbaren Alternativen als attraktiver anzusehen. So entsteht der Leidensdruck, der sich in einer psychischen Erkrankung auswirken kann. Insbesondere Kinder, die zum ersten Mal auf eine mehrtägige Reise gehen und auswärts übernachten, leiden schnell an Heimweh.
Für Heimweh als alltägliches psychisches Phänomen haben sich mehrere verhaltenstherapeutische Ansätze als wirksam erwiesen. Insbesondere häufige soziale Kontakte und eine bewusste Aufmerksamkeit auf angenehme Aktivitäten können den mentalen Raum von belastenden Gefühlen und Gedanken reduzieren.
Heimweh ist nach Reinhard Lay eine schmerzhafte Sehnsucht, die außerhalb der vertrauten Umgebung auftritt. Das Verlusterleben könne zur krisenhaften Reflexion veranlassen und im günstigen Fall Wachstums-, Bewältigungs- und Konsolidierungsschritte der Persönlichkeit anstoßen.

## Die Schweizerkrankheit
Das Krankheitsbild Nostalgia (griechisch νόστος nóstos ‚Rückkehr‘ und άλγος álgos ‚Traurigkeit‘, ‚Schmerz‘, ‚Leiden‘) wurde unter diesem Namen im Jahre 1688 von dem Arzt Johannes Hofer in Basel zuerst beschrieben. Man kennt es auch unter der Bezeichnung Schweizerkrankheit (lateinisch morbus helveticus).
Es handelt sich um eine durch unbefriedigte Sehnsucht nach der Heimat begründete Melancholie oder Monomanie, welche eine bedeutende Zerrüttung der körperlichen Gesundheit, Entkräftung, Abzehrung, Fieber und gar den Tod zur Folge hat. Der Name „Schweizerkrankheit“ begründet sich mit der Definition durch im Ausland stationierte Schweizer Soldaten, die unter Heimweh litten. Das im 18. Jahrhundert verbreitete Gerücht, es sei in Frankreich bei Todesstrafe verboten, den Kuhreihen (Chue-Reyen, französisch Ranz des Vaches), ein bekanntes Hirtenlied, zu singen oder zu pfeifen, weil sich bei dessen Anhören die Schweizer Soldaten des Heimwehs nicht mehr erwehren könnten und es sie zur Fahnenflucht verleite, wurde von Jean-Jacques Rousseau aufgegriffen. Auch das Singen des Guggisbergliedes soll Schweizer Söldnern verboten gewesen sein.
Das Volks- und Soldatenlied Zu Straßburg auf der Schanz / Da fing mein Leiden an hat die Heimwehkrankheit zum Thema.

## Belletristik und Film
Das Heimweh thematisieren die Erzählungen Der Marsch nach Hause von Wilhelm Raabe und Heidi von Johanna Spyri, dann auch Theodor Fontanes Ballade Archibald Douglas (1854). Ein Gedicht von Mascha Kaleko trägt den Titel Heimweh, wonach?; Abbas Khider stellt das Gedicht seinem Buch Deutsch für alle. Das endgültige Lehrbuch (2019) voran.
Sehr erfolgreich war der Film Heimweh von 1943 mit dem Filmhund Lassie. Auch im Zentrum des Films Nostalghia (1983) von Andrei Tarkowski steht dieses Gefühl.